# براد ویلک
براد ویلک (انگلیسی: Brad Wilk; ۵ سپتامبر ۱۹۶۸) طبل‌زن اهل ایالات متحده آمریکا است. وی از سال ۱۹۹۰ میلادی تاکنون مشغول فعالیت بوده است.